# The First Time Ever I Saw Your Face
«The First Time Ever I Saw Your Face» (с англ. — «Когда я впервые увидела твоё лицо») — песня 1957 года, написанная британским певцом и автором песен Юэном Макколлом для Пегги Сигер, которая позже стала его третьей женой. В 1960-х годах её исполняли различные фолк-артисты, в том числе The Kingston Trio и Peter, Paul and Mary. В 1972 году песня стала международным хитом для Роберты Флэк, которая получила за неё премию «Грэмми» в номинации «Запись года». Журнал Billboard поставил её на первое место самых успешных песен 1972 года.

## Чарты
| Чарт (1972)                               | Высшая позиция |
| ----------------------------------------- | -------------- |
| Австралия (Go-Set)                        | 1              |
| Великобритания (OCC UK Singles)           | 14             |
| Канада (RPM Top Singles)                  | 1              |
| Канада (RPM Adult Contemporary)           | 1              |
| Нидерланды (Dutch Top 40)                 | 9              |
| Нидерланды (Single Top 100)               | 6              |
| Новая Зеландия (Listener)                 | 17             |
| США (Billboard Hot 100)                   | 1              |
| США (Billboard Best Selling Soul Singles) | 4              |
| США (Billboard Easy Listening)            | 1              |
| США (Cashbox Top 100 Singles)             | 1              |
| ЮАР (Springbok)                           | 2              |